# Linia kolejowa nr 750
Linia kolejowa nr 750 – pierwszorzędna, głównie jednotorowa (w km 5,174 – 6,028 dwutorowa), zelektryfikowana linia kolejowa łącząca rejon WBA stacji Wrocław Brochów z posterunkiem odgałęźnym Stadion.
Linia została w całości ujęta w kompleksowej i bazowej towarowej sieci transportowej TEN-T.